# The Landlady (película)
The Landlady (titulada: La casera en Argentina, La puerta del terror en México y El inquilino en España) es una película estadounidense de terror y suspenso de 1998, dirigida por Robert Malenfant, escrita por Frank Rehwaldt, George Saunders y Brent Thompson, musicalizada por Erik Lundmark, en la fotografía estuvo Darko Suvak y los protagonistas son Talia Shire, Jack Coleman y Bruce Weitz, entre otros. El filme fue producido por Image Organization y The Landlady Productions Inc.; se estrenó el 10 de noviembre de 1998.

## Sinopsis
Melanie ve que uno de sus inquilinos podría ser el esposo ideal, está dispuesta a eliminar a cualquier persona que sea un obstáculo en su camino.